# Zgornje Gameljne
Zgornje Gameljne so naselje v Mestni občini Ljubljana.
Naselje s centrom mesta povezujejo mestne avtobusne linije št. 1B, 8 in 8B.